# Френсіс Гальзен
Френсіс Луї Гальзен (англ. Francis Louis Halzen, нар. 23 березня 1944 року в Тінені, Бельгія) — бельгійський фізик, спеціаліст з елементарних частинок. Він є почесним професором Гіллдейла та Грегорі Брейта в Університеті Вісконсіну у Медісоні та директором Інституту фізики елементарних частинок цього університету. Гальзен є головним дослідником нейтринної обсерваторії IceCube на станції Амундсен-Скотт на південному полюсі в Антарктиді, — найбільшого в світі нейтринного детектора, який працює з 2010 року.

## Біографія
Гальзен народився й виріс у Бельгії. Він закінчив Лувенський університет зі ступенем магістра фізики в 1966 році, в 1969 році здобув ступінь доктора філософії, а в 1972 році здобув ступінь агреже. З 1969 по 1971 рік він працював науковим співробітником CERN. З 1972 року він був професором Університету Вісконсіну у Медісоні і головним дослідником проєктів AMANDA та IceCube.
З 1970-х років Гальзен активно працює в галузі фізики космічних променів та астрофізики елементарних частинок. Окрім фізики елементарних частинок, він опублікував багато статей про аномалії космічних променів і кваркову матерію, а також про зв'язки між фізикою елементарних частинок і космічними променями, про космічні промені від наднових і про утворення мюонів в атмосферних зливах, утворених гамма-променями. Він працював у різних консультативних комітетах, у тому числі для експериментів SNO, Telescope Array та Auger-upgrade, Інституту Макса Планка в Гейдельберзі та Мюнхені, ICRR Токійського університету, Комісії США з визначення пріоритетів фізики елементарних частинок.
Разом з Аланом Мартіном він є співавтором «Кварків і лептонів», стандартного підручника з фізики елементарних частинок.

## АМАНДА
Гальзен зацікавився пошуком нейтрино, почувши про спроби російських вчених виявити нейтрино в Антарктиді з використанням радіоантен на антарктичній станції для реєстрації радіоспалахів, викликаних зіткненням космічних нейтрино з льодом. Визначивши, що ці взаємодії будуть надто слабкими, щоб їх зареєструвати, у 1987 році він почав працювати над проєктом AMANDA, який пропонував розмістити масив світлових датчиків глибоко в антарктичному льоді, який є прозорим, темним, стерильним і вільним від фонового світла. Цей пілотний експеримент виявився успішним, однак його результати були зіпсовані перешкодами від космічних променів і бульбашками повітря в льоді. Це переконало його, що знадобиться набагато більший і глибший масив, і в 2005 році проєкт AMANDA став частиною наступного проєкту Гальзена — нейтринної обсерваторії IceCube.

## IceCube
Гальзен виступав за будівництво набагато більшого детектора і зміг отримати фінансування як з європейських, так і з американських джерел. У 2005 році його команда почала будівництво проєкту IceCube, який був у 100 разів більший за AMANDA, із загальним розміром 1 км3 і занурений в лід на глибину до півтори милі. Після шести років будівництва IceCube почав працювати в 2010 році.
Найважливішим результатом IceCube стало чітке спостереження нейтрино високої енергії (приблизно в 100 разів більші за енергію частинок у Великому адронному колайдері) у 2013 році, яке походить зі ще не ідентифікованого джерела за межами Галактики. Це відкриття стимулювало планування та розробку ще більших нейтринних телескопів як на Південному полюсі, так і глибоко під океаном.

## Відзнаки
- 1994: член Американського фізичного товариства
- 2013: Нагорода «Прорив року» журналу «Physics World» за перше відкриття космічних нейтрино з-за меж Чумацького Шляху[8]
- 2015: Премія Бальцана[4]
- 2015: Премія Європейського фізичного товариства з астрофізики та космології[9]
- 2018: Премія Бруно Понтекорво за значний внесок у створення детектора IceCube та експериментальне відкриття астрофізичних нейтрино високих енергій
- 2024: Обраний до Національної академії наук США[10]